# Inżynieria
Inżynieria – działalność polegająca na projektowaniu, konstrukcji, modyfikacji i utrzymaniu efektywnych kosztowo rozwiązań dla praktycznych problemów, z wykorzystaniem wiedzy naukowej oraz technicznej. Działalność ta wymaga rozwiązywania problemów różnej natury oraz skali. Bardziej ogólnie, inżynieria zajmuje się też rozwojem techniki i technologii.
W ściślejszym (systemowym) sensie, inżynieria to używanie właściwości materii, energii oraz obiektów abstrakcyjnych dla tworzenia konstrukcji, maszyn i produktów, przeznaczonych do wykonywania określonych funkcji lub rozwiązania określonego problemu.
Inżynier wykorzystuje wyobraźnię i doświadczenie, umiejętność oceny i rozumowanie, stosując świadomie własną wiedzę do projektowania, tworzenia, eksploatacji i usprawnienia użytecznych maszyn oraz procesów (np. inżynieria procesów produkcji, inżynieria środowiska, bioinżynieria).

## Historia

### Etymologia
Słowa „inżynieria” i „inżynier” pochodzą od francuskich słów ingénieur oraz ingénierie. Określenia te pochodzą z kolei od starofrancuskiego terminu engigneor, które oznaczało konstruktora machin wojennych.  
Fr. ingénieur 'człowiek twórczego umysłu, wynalazca, konstruktor' jest wyrazem ogólnoromańskim (z łacińskiego ingeniosus (wł. ingegnoso) oznaczającego osobę wyszkoloną), co pochodzi z łac. ingenium 'wynalazek'). Z języków romańskich przeszedł do innych j. indoeuropejskich. Bezpośrednią kontynuacją łac. ingenium jest fr. engin 'narzędzie, broń, maszyna' i ang. engine (notabene, wyraz angielski z francuskiego). 

### Rozwój inżynierii
Historia pojęcia „inżynieria” sięga starożytności, kiedy ludzkość dokonała takich wynalazków jak koło, dźwignia czy bloczek. W tym kontekście „inżynier” oznacza osobę dokonującą praktycznych i użytecznych odkryć.
Przykładami dokonań starożytnej inżynierii są takie dzieła jak Akropol i Partenon w Grecji, Via Appia i Koloseum w Rzymie, Wiszące Ogrody czy piramidy w Gizie.
Najstarszym znanym z imienia inżynierem jest Imhotep, jeden z urzędników faraona Dżesera, który był projektantem i budowniczym Piramidy schodkowej w latach ok. 2630 – 2611 p.n.e. Przypuszcza się również, że był on pierwszym, który użył kolumn w architekturze.
Za pierwszego inżyniera elektryka uważa się Williama Gilberta, który w roku 1600 w publikacji De Magnete użył jako pierwszy terminu elektryczność.
Pierwszą maszynę parową zbudował w 1698 r. inżynier mechanik Thomas Savery. Rozwój tego urządzenia, pozwalający na wdrożenie masowej produkcji, zapoczątkował w kolejnych dekadach rewolucję przemysłową.
Wraz z ukonstytuowaniem się inżynierii jako zawodu w XIX wieku, termin ten zaczął być stosowany w sposób bardziej wąski, do dziedzin, w których używano nauk przyrodniczych i matematyki.
Inżynieria elektryczna ma swoje źródło w eksperymentach z początków XIX w. dokonywanych przez Alessandro Voltę oraz późniejszych Michaela Faradaya, Georga Ohma, André Marie Ampère’a i innych, których najważniejszym efektem było wynalezienie silnika elektrycznego. Prace Jamesa Maxwella oraz Heinricha Hertza pod koniec XIX w. wyznaczają początek elektrotechniki. Późniejsze wynalazki lampy próżniowej oraz tranzystora doprowadziły do powstania układów wzmacniających i elektroniki. Obecnie elektrotechnika i elektronika są ze sobą ściśle związane, tak że stanowią jednorodną gałąź inżynierii.
Wynalazki Thomasa Savery'ego i Jamesa Watta doprowadziły do powstania w Wielkiej Brytanii współczesnej inżynierii mechanicznej. Rozwój wyspecjalizowanych maszyn i narzędzi w czasie rewolucji przemysłowej doprowadził do gwałtownego rozwoju tej dziedziny wiedzy. Tym niemniej, choć współczesna inżynieria mechaniczna powstała w XIX wieku, jej początki sięgają starożytności, kiedy to konstruowano wiele maszyn do użytku cywilnego i wojskowego. Jednym z najbardziej znanych przykładów jest Mechanizm z Antykithiry, maszyna o stopniu złożoności niespotykanym aż do XIV w. Wiele wynalazków z tamtych czasów, głównie skonstruowanych lub ulepszonych przez Archimedesa (śruba Archimedesa, przenośnik śrubowy) wymagało umiejętności i wiedzy, która pozostaje w użyciu do dziś w rozmaitych zastosowaniach.
Powstanie inżynierii procesowej ma również źródło w czasach rewolucji przemysłowej. Została ona wymuszona przez zapotrzebowanie na nowe materiały i nowe procesy wytwarzania konieczne do produkcji na skalę przemysłową. Zapotrzebowanie to było tak silne, że powstała nowa gałąź przemysłu zajmująca się opracowywaniem i masową produkcją chemikaliów. Rolą inżynierii chemicznej było zaprojektowanie i eksploatacja fabryk zajmujących się tą produkcją.
Pierwszy doktorat z dziedziny inżynierii (ściślej, z dziedziny nauk stosowanych i inżynierii) w Stanach Zjednoczonych uzyskał Josiah Willard Gibbs na Uniwersytecie Yale.

## Metodologia
Metodologie są coraz ważniejszym elementem inżynierii, różne jej dziedziny jak również większe firmy rozwijają swoje własne metodologie, niemniej poszukuje się ciągle uniwersalnej metodologii inżynieryjnej, niezależnej od specyfiki dziedzin inżynierii i używanych instrumentów. W ten sposób narodziły się nowe dziedziny badań i zastosowań, jak inżynieria systemów, inżynieria wiedzy oraz inżynieria metawiedzy.
Najbardziej ogólnie, pierwszym zadaniem każdego inżyniera jest zrozumienie celu zadania, wymagań i ograniczeń dotyczących oczekiwanego rozwiązania lub produktu. Zwykle nie jest wystarczającym jego zaprojektowanie i wykonanie w dowolny sposób, należy wziąć pod uwagę dodatkowe cechy rozwiązania. Może to być związane z wymaganiami co do jakości, dostępnością surowców, energochłonnością rozwiązania, ograniczeniami technicznymi lub fizycznymi oraz z możliwościami wprowadzania zmian w istniejącym już rozwiązaniu, łatwością produkcji, wdrożenia i serwisowania.
Tylko mając na uwadze wszystkie wymagania potencjalnego użytkownika, ograniczenia technologiczne i ekonomiczne, inżynier może przystąpić do zaprojektowania i wykonania otrzymanego zadania.

### Rozwiązywanie problemów
Inżynierowie rozwiązują problemy konieczne do rozwiązania, ale zwykle nieokreślone na początku zbyt jednoznacznie, dlatego też zwykle możliwych jest kilka rozwiązań. Inżynierowie muszą zatem oceniać wiele możliwości pod kątem ich przydatności, bezpieczeństwa i ekonomii, i na tej podstawie wybierać rozwiązania najlepiej spełniające założone wymagania wyjściowe. Stworzenie odpowiedniego modelu matematycznego jest zwykle niezbędnym narzędziem inżyniera, pozwalającym analizować i testować potencjalne rozwiązania.
Po przeanalizowaniu wielu istniejących patentów Genrich Altshuller postawił, tezę, iż na „niskim poziomie” rozwiązania inżynierskie są oparte na kompromisach, podczas gdy na „wyższym poziomie” praca inżyniera prowadzi do wybrania jako najlepszego takiego rozwiązania, które eliminuje główną trudność problemu.
Mimo stosowania różnych matematycznych algorytmów optymalizacji, inżynieria zadowala się zwykle rozwiązaniami wystarczającymi.

### Testowanie rozwiązań

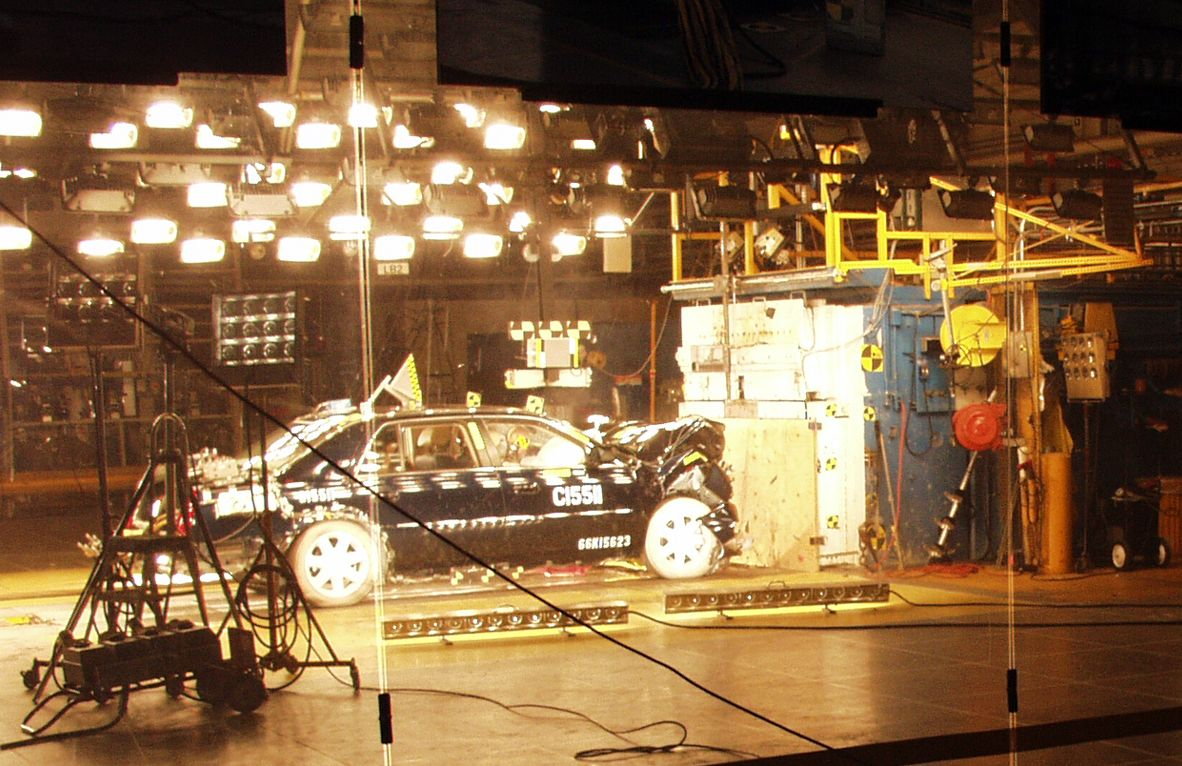
Test zderzeniowy samochodu w firmie General Motors

W inżynierii szeroko używane są testy i analizy przed wdrożeniem rozwiązań, w celu oceny ich zachowania. Używane są, między innymi: prototypy, zmniejszone lub uproszczone modele, symulacje, testy niszczące i nieniszczące oraz próby zmęczeniowe. Zadaniem testów jest zagwarantowanie działania rozwiązania zgodnie z założeniami.
Wprowadzanie rozwiązania inżynierskiego jest często obarczone poważną odpowiedzialnością. Inżynierowie muszą projektować i wdrażać rozwiązania, które nie wyrządzą żadnych nieprzewidzianych i niezamierzonych szkód. Z tego powodu gotowe rozwiązanie zawiera często „czynnik bezpieczeństwa” (inaczej: jest „przewymiarowane”) aby zmniejszyć ryzyko wadliwego funkcjonowania. Jednakże im większy jest „czynnik bezpieczeństwa”, tym mniej efektywne jest samo rozwiązanie.

### Zastosowanie komputerów

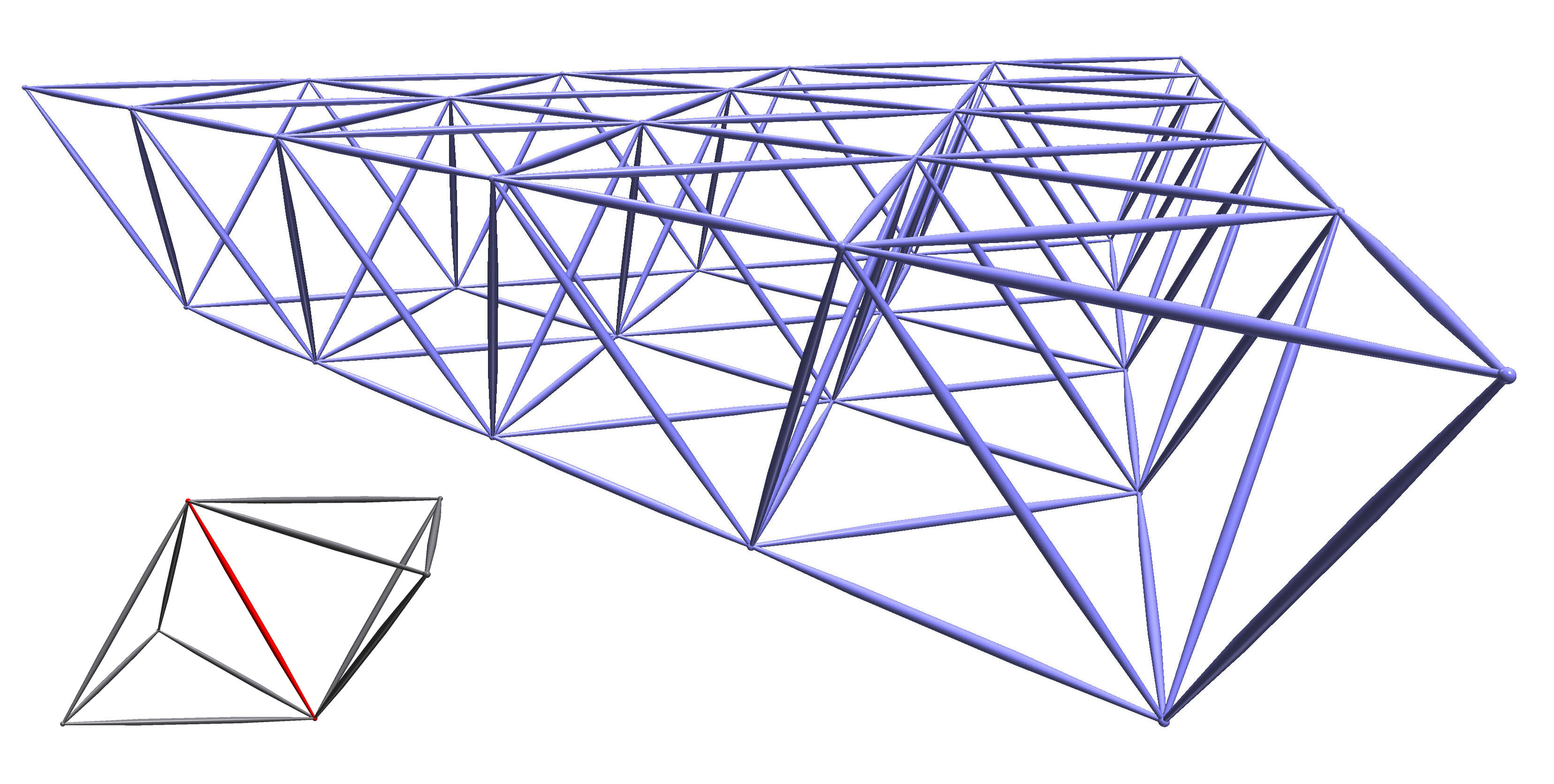
Model struktury w programie typu CAD.

Komputery są nieodłącznym narzędziem współczesnej inżynierii. Wspomagają one inżynierów na każdym etapie pracy, od projektowania poprzez produkcję i serwisowanie urządzeń. 
Użycie komputerów do projektowania pozwala na przyspieszenie i ułatwienie tego procesu. W wielu przypadkach modelowanie komputerowe pozwala uniknąć konstruowania i testowania kosztownych prototypów. Specjalistyczne oprogramowanie oferuje ponadto inżynierowi bazy danych gotowych rozwiązań do wykorzystania w bieżącej pracy, a także jest w stanie wygenerować zestaw instrukcji dla sterowanych cyfrowo maszyn, co wydatnie upraszcza proces produkcji.
Komputery są także wszechobecne na etapie produkcji, zapewniając szybkość i dokładność tego procesu niedostępne człowiekowi.

## Inżynieria a inne dyscypliny

### Inżynieria i nauka
Związki inżynierii i nauki są od zawsze bardzo silne, jednak nie należy uważać inżynierii za naukę, mimo podobieństwa stosowanych metod. Naukowiec, gdy pojawia się problem, stawia pytanie dlaczego i stara się znaleźć jego najbardziej ogólne rozwiązanie. Tymczasem inżynier chce wiedzieć jak praktycznie rozwiązać problem i jak wdrożyć rozwiązanie. Inaczej rzecz ujmując, naukowcy starają się wyjaśnić istniejące zjawiska, podczas gdy inżynierowie używają dostępnych środków, nie tylko naukowych, by zbudować rozwiązania nowych problemów.
Problem z uznaniem inżynierii za naukę jest również związany z faktem, iż trudno jest ustalić definicję nauki. W Polsce można uznać tożsamość określenia nauki techniczne oraz inżynierii.

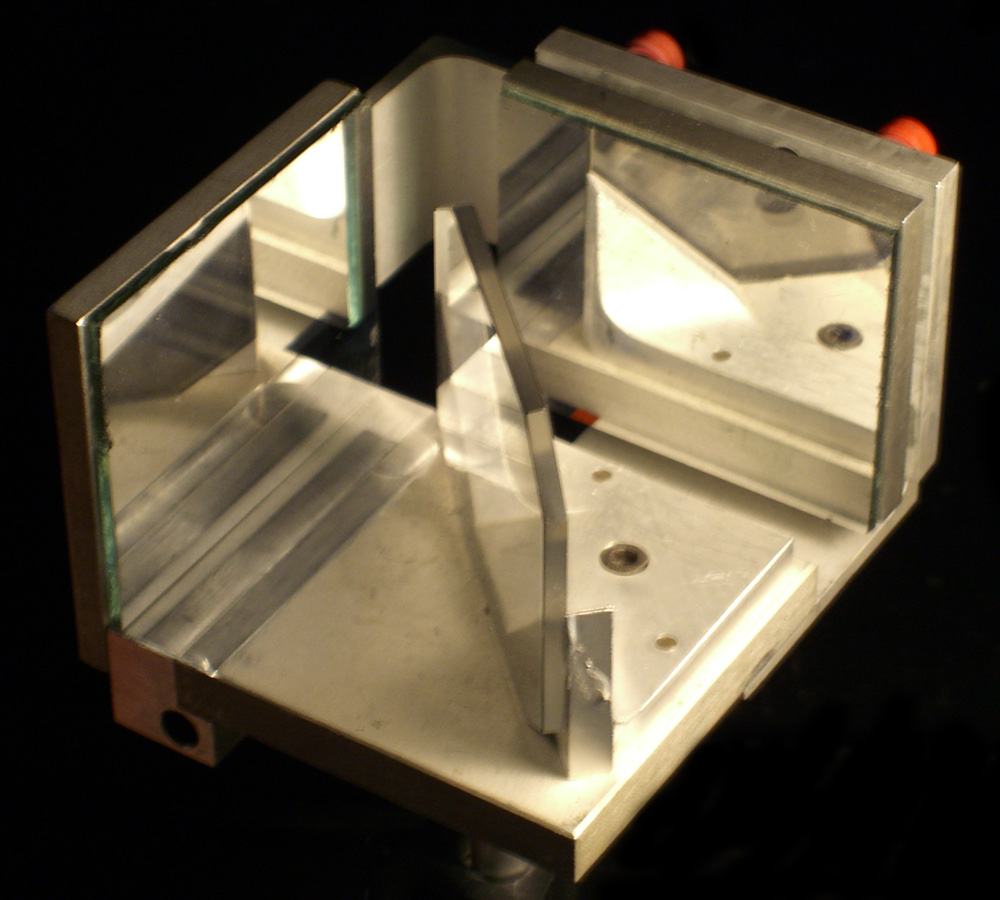
Interferometr Michelsona.

Bardzo często inżynieria i nauki podstawowe oraz stosowane działają na wspólnym polu. Naukowcy często włączają się w proces praktycznego wykorzystania swoich odkryć, stając się tym samym inżynierami. Stają się nimi również przy okazji konstrukcji prototypów lub układów pomiarowych służących im w badaniach.
Odpowiednio, w procesie postępu technologicznego, inżynierowie odkrywają nowe zjawiska, stając się naukowcami.
Tym niemniej, charakter badań naukowych w inżynierii jest inny niż w przypadku nauki.
Po pierwsze, inżynier ma często do czynienia ze zjawiskami, które są dobrze poznane, lecz problemy z nimi związane są zbyt złożone, by można je było rozwiązać w sposób dokładny. Badania naukowe w inżynierii skupiają się więc na znalezieniu metod rozwiązywania tych zagadnień w sposób przybliżony a jednocześnie jak najbardziej dokładny. Przykładem może być opracowanie metody elementów skończonych i jej implementacja w programach komputerowych, jako rozwiązania umożliwiającego obliczanie wyników równań różniczkowych, które w nauce znane są od dawna.
Po drugie, inżynierowie używają wielu „quasi-empirycznych” metod, które obce są „czystej” nauce.
Można również stwierdzić, iż naukowcy budują, by się uczyć, podczas gdy inżynierowie uczą się, aby budować.
Pomiędzy inżynierią i nauką istnieje sprzężenie zwrotne, przejawiające się we wzajemnej stymulacji rozwoju przez te dyscypliny. Nauka odkrywając nowe zjawiska umożliwia konstruowanie coraz doskonalszych aparatów badawczych, które z kolei umożliwiają odkrywanie kolejnych zjawisk.

### Inżynieria i medycyna

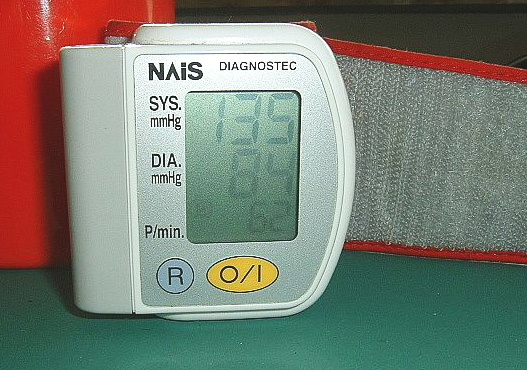
Instrument do pomiaru ciśnienia tętniczego krwi.

Istnieją znaczące analogie pomiędzy inżynierią i medycyną. Obydwie dyscypliny polegają na rozwiązywaniu problemów przy użyciu wiedzy, doświadczenia i intuicji. Ponadto cechuje je ten sam pragmatyzm, spowodowany koniecznością proponowania rozwiązań zanim pewne zjawiska zostaną do końca wyjaśnione w sposób naukowy.

### Inżynieria, rzemiosło i sztuka
Praca inżyniera, rzemieślnika i artysty jest w pewnym stopniu podobna. Sztuka i rzemiosło, podobnie jak inżynieria, opierają się na tworzeniu z tą różnicą, że w inżynierii pierwszoplanową rolę gra wiedza techniczno-naukowa, podczas gdy w rzemiośle najważniejsze jest doświadczenie, a w sztuce kreatywność.

## Inżynieria w kulturze
Inżynieria była zwykle postrzegana jako temat w pewnym sensie mało interesujący i zbyt trudny dla kultury masowej. Uważano ją za domenę ludzi mało ciekawych i oderwanych od powszechnych problemów życiowych (z wyjątkiem pewnego romantyzmu jaki pojawia się w subkulturze hakerów). 
W XIX wieku, zwanym wiekiem „pary i elektryczności”, w krajach zachodnich istniało pewne zainteresowanie profesją inżyniera, takie osobistości jak Isambard Kingdom Brunel, George i Robert Stephensonowie, Thomas Telford czy Gustave Eiffel stały się w pewien sposób symbolami nowej epoki, a problemy inżynierskie bywały często tematem codziennych rozmów.

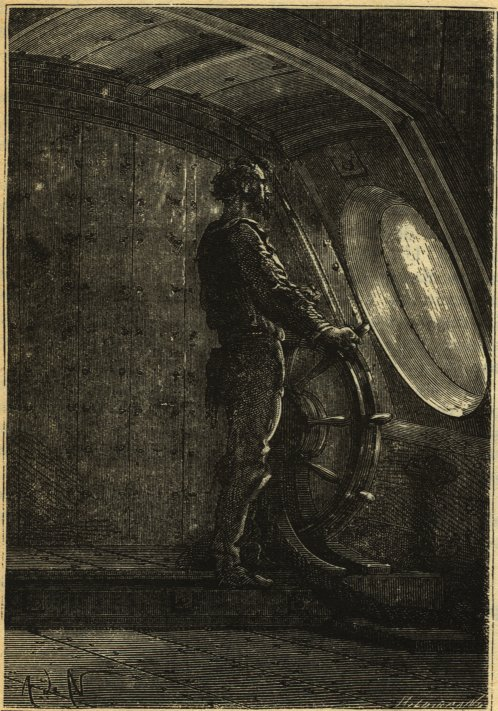
Kapitan Nemo za sterem łodzi podwodnej Nautilus.

W literaturze popularnej nieliczne są postacie inżynierów. Jednymi z najsłynniejszych są te stworzone przez francuskiego pisarza Juliusza Verne w jego powieściach, na czele z najbardziej znanym Kapitanem Nemo.
Obecnie inżynierowie najczęściej pojawiają się w powieściach i filmach science fiction, zwykle przedstawiani jako osobnicy pragmatyczni, o olbrzymiej wiedzy technicznej i godni szacunku. Typowym przykładem są postacie z serialu Star Trek – Montgomery Scott i Geordi La Forge. W polskiej literaturze postać inżyniera pojawia się często w powieściach Stanisława Lema, grając drugoplanowe lub nawet pierwszoplanowe role.

### Żelazny pierścień
W Ameryce Północnej można niekiedy rozpoznać inżynierów po „Żelaznym pierścieniu” (ang. Iron Ring) noszonym na palcu małym pracującej ręki aby podczas pisania inżynier pamiętał o składanej przysiędze. Jest to obrączka wykonana z żelaza lub stali nierdzewnej, mająca symbolizować dumę i oddanie profesji inżyniera. Tradycja ta narodziła się w Kanadzie, później rozprzestrzeniła się również do Stanów Zjednoczonych.

## Klasyfikacja
Tradycyjnie gałęzie inżynierii wydzielane były biorąc za punkt odniesienia dziedzinę nauki, obecnie także zależą od aktywności ludzkiej i dziedziny w której są stosowane, w ten sposób istnieje coraz to więcej rodzajów inżynierii interdyscyplinarnych, np.:
- akustyka,
- automatyka i robotyka,
- inżynieria biomedyczna,
- inżynieria bezpieczeństwa,
- inżynieria chemiczna,
- inżynieria elektryczna,
- inżynieria elektroniczna (potocznie elektronika),
- inżynieria energetyczna,
- inżynieria genetyczna,
- inżynieria górnicza,
- inżynieria kwantowa,
- inżynieria lądowa,
- inżynieria lotnicza i kosmiczna (potocznie lotnictwo),
- inżynieria materiałowa,
- inżynieria mechaniczna (potocznie mechanika),
- inżynieria meteorologiczna,
- inżynieria ochrony środowiska,
- inżynieria oprogramowania,
- inżynieria ortopedyczna,
- inżynieria przemysłowa,
- inżynieria społeczna,
- inżynieria rolnicza,
- inżynieria systemów lub inżynieria systemowa,
- inżynieria środowiska,
- inżynieria transportu lub inżynieria transportowa,
- inżynieria wirtualna projektowania,
- inżynieria wojskowa,
- inżynieria komputerowa,
- inżynieria wiedzy,
- inżynieria socjokognitywistyczna,
- inżynieria zarządzania.